# Anna Jur'evna Netrebko

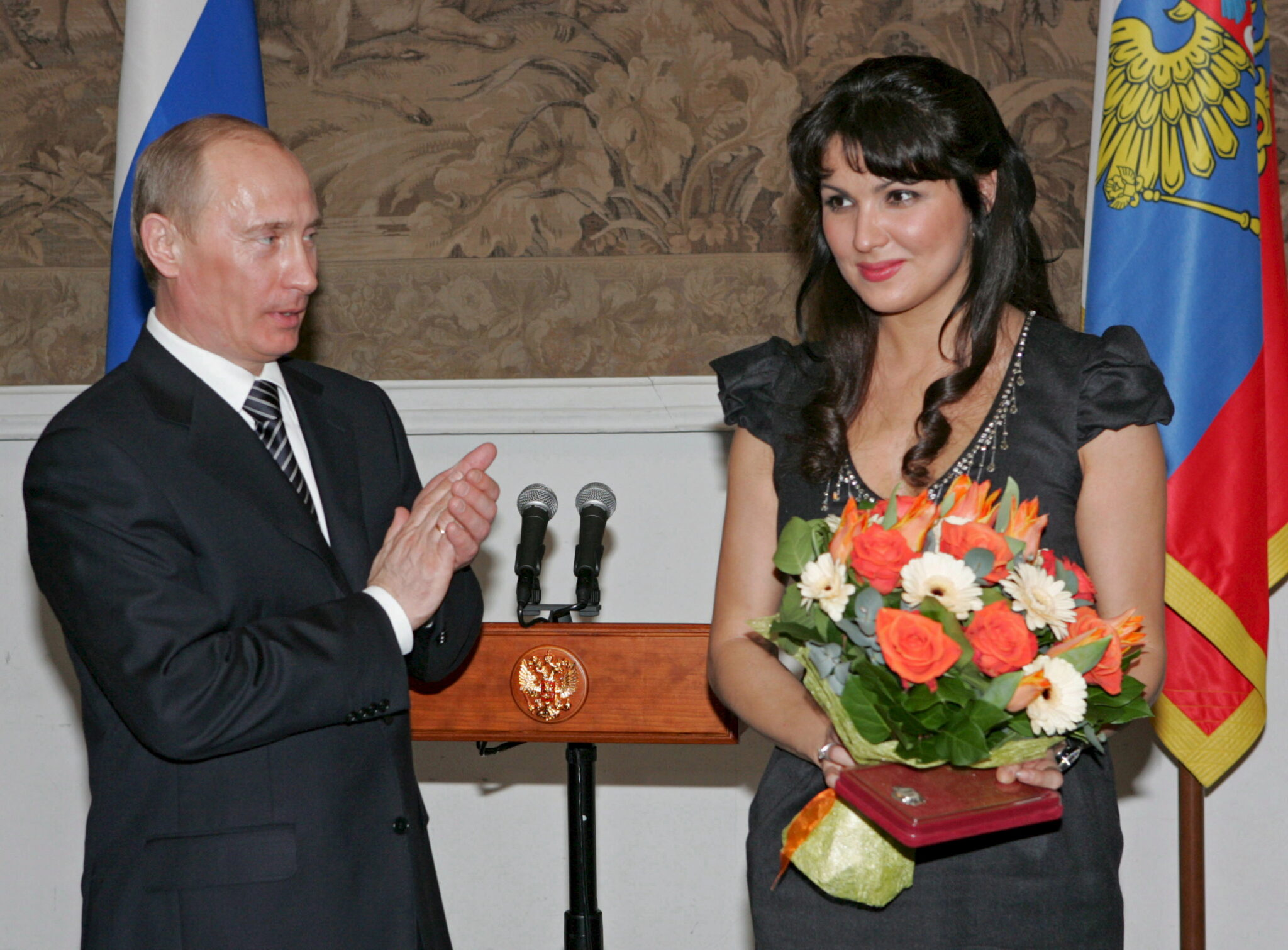
Vladimir Putin conferisce ad Anna Netrebko il titolo di "Artista del popolo della Russia" (Teatro Mariinskij, 27 febbraio 2008)

Anna Jur'evna Netrebko (in russo Анна Юрьевна Нетребко?; Krasnodar, 18 settembre 1971) è un soprano russo naturalizzato austriaco.

## Biografia
Di origini cosacche del Kuban', il soprano Anna Netrebko inizia a lavorare pulendo i pavimenti del Teatro Mariinskij (allora Opera Kirov) di San Pietroburgo per pagarsi gli studi di canto. La sua carriera inizia quando viene notata dal direttore Valerij Gergiev, che diviene il suo mentore. Sotto la sua guida, fa il suo esordio nel ruolo di Susanna in Le nozze di Figaro nel 1994. La sua ascesa vera e propria inizia l'anno successivo, quando la Compagnia del Teatro fa una tournée a San Francisco. La sua interpretazione di Ljudmila in Ruslan e Ljudmila di Michail Ivanovič Glinka diretta da Gergiev con Vladimir Andreevič Atlantov ottiene ottime critiche per il suo esordio negli Stati Uniti.
Da allora, ha interpretato numerosi ruoli, tra cui Donna Anna nel Don Giovanni di Mozart, Adina ne L'elisir d'amore e Lucia nella Lucia di Lammermoor di Donizetti, Gilda in Rigoletto e Leonora ne Il trovatore di Verdi, e cantato nei maggiori teatri del mondo, come il Metropolitan, la Royal Opera House Covent Garden, l'Opéra di Parigi, il Festival di Salisburgo e il Teatro alla Scala. Nel 2002 esordisce al Metropolitan Opera House di New York come Natasha Rostova in Guerra e pace di Sergej Prokof'ev con Dmitrij Chvorostovskij ed Elena Obrazcova diretta da Gergiev.
La stampa e la televisione iniziano a creare l'immagine di "diva". Nel 2003 la Netrebko pubblica il suo primo album di studio, Opera Arias, uno dei maggiori successi commerciali nel settore della musica classica. Il secondo album, Sempre libera, esce nel 2004. Data la sua avvenenza, anche il cinema inizia a corteggiarla. Infatti, sempre nel 2004 esordisce, nel ruolo di sé stessa, in Principe azzurro cercasi dove Regina Clarisse la presenta come "Nuovo astro nascente della lirica".
Nel 2005 interpreta Juliette in Roméo et Juliette di Charles Gounod assieme al tenore Rolando Villazón; nello stesso anno, sempre con Villazón, riscuote uno strepitoso successo di pubblico e di critica nel ruolo di Violetta Valéry ne La traviata di Verdi al Festival di Salisburgo. Nel 2005 ha ricevuto il Premio di Stato russo – massimo riconoscimento del paese nel campo delle arti e letteratura – dal Presidente Vladimir Putin.
Nel marzo 2006 ha chiesto la cittadinanza austriaca, che le è stata concessa il 25 luglio 2006. Questo le ha attirato varie critiche dalla Russia. Nello stesso anno è uscito il terzo album della cantante, The Russian Album, in cui è accompagnata dall'orchestra del Teatro Mariinskij diretta da Valerij Gergiev: in Germania il disco è entrato nella Top 10 della classifica degli album pop più venduti. Nel marzo 2007 è uscito Duets, assieme a Rolando Villazón. Sempre nel 2007, è entrata a far parte della lista TIME 100 diventando così la prima cantante d'opera in assoluto a essere nominata tra le persone più influenti al mondo.
Nel 2008 ha duettato con Andrea Bocelli, nella trasmissione televisiva della BBC dei Classical BRIT Awards, nel celebre brano della Traviata "Libiamo ne' lieti calici". Nello stesso anno le è stato conferito dal Presidente russo il titolo di “Artista del Popolo della Russia”. A novembre ha lanciato il suo quarto album di studio, Souvenirs, una raccolta di arie d'operetta. Dopo una pausa di cinque mesi dovuta alla nascita - il 5 settembre 2008 a Vienna - del suo primo figlio, Tiago Aruã, avuto dal baritono uruguaiano Erwin Schrott, la Netrebko ha ripreso, nel gennaio del 2009, a calcare i palcoscenici più prestigiosi del mondo trionfando al Metropolitan Opera di New York e alla Staatsoper di Vienna nella Lucia di Lammermoor. È protagonista, insieme al suo partner storico Rolando Villazón, del film La Bohème, colossal da cinque milioni di dollari diretto dal regista Robert Dornhelm.
La stagione 2009-2010 l'ha vista impegnata, oltre che in una serie di concerti, nella Traviata alla Staatsoper di Vienna, alla San Francisco Opera e nel suo esordio all'Opernhaus Zürich. Fa ritorno alla Royal Opera House a Londra per Giulietta ne I Capuleti e i Montecchi accanto al mezzosoprano Elīna Garanča; poi interpreta Mimì ne La bohème alla Staatsoper di Monaco di Baviera, Adina ne L'elisir d'amore all'Opèra di Parigi e Antonia ne I racconti di Hoffmann al Metropolitan di New York.
Esordisce al Teatro alla Scala nel 1998 con un concerto di musiche russe diretta da Valerij Gergiev. Nel 2000 canta in Guerra e pace di Sergej Sergeevič Prokof'ev nel ruolo di Natascia, diretta da Gianandrea Noseda. Inaugura la stagione 2011-2012 il 7 dicembre con Don Giovanni, diretta da Daniel Barenboim, nel ruolo di Donna Anna; nella stessa stagione canta il ruolo di Mimì ne La bohème diretta da Daniele Rustioni. Torna a inaugurare la stagione 2015-2016 nel ruolo eponimo della Giovanna d'Arco di Verdi, diretta da Riccardo Chailly trasmessa in diretta da Rai 5 (vista da 316.000 spettatori). Nella stagione 2016-2017 canta il ruolo eponimo de La traviata diretta da Nello Santi, con Francesco Meli e Leo Nucci. La sua terza inaugurazione scaligera (stagione 2017-2018) avviene con Andrea Chénier a fianco del marito, il tenore Yusif Eyvazov, e del baritono Luca Salsi, sempre diretta da Chailly, con la regia di Mario Martone. Inaugura la stagione 2019-2020 come protagonista nella Tosca di Puccini, per la regia di Davide Livermore, assieme a Francesco Meli e Luca Salsi, diretti da Chailly.
Nell'estate del 2019 avviene l'esordio all'Arena di Verona nello storico allestimento de Il trovatore firmato da Franco Zeffirelli, da poco scomparso. Si esibiscono con lei, diretti da Pier Giorgio Morandi, Yusif Eyvazov, Luca Salsi, e Dolora Zajick, che dà l'addio al ruolo di Azucena con le recite areniane.
Nel gennaio 2020 esordisce nel ruolo di Turandot di Puccini al Nationaltheater di Monaco. Nel luglio 2020 esordisce a Napoli con Tosca in forma di concerto a Piazza del Plebiscito con suo marito Yusif Eyvazov nel ruolo di Cavaradossi e Ludovic Tezier nel ruolo di Scarpia. Nell'estate 2020 è a Palermo, al Teatro di Verdura, per un grande gala lirico sinfonico con il marito. Nello stesso anno esordisce al Teatro Bol'šoj nel ruolo di Elisabetta del Don Carlo verdiano. In 10 anni di registrazioni per la Deutsche Grammophon ha venduto quasi 4 milioni di dischi fino al mese di agosto 2013. Fino al febbraio 2015 si è esibita in 149 recite al Metropolitan e alla Wiener Staatsoper in 63 recite fino al mese di novembre.

### Vita privata
Nell'aprile del 2008, la cantante ha annunciato le nozze con il basso-baritono uruguaiano Erwin Schrott, da cui ha avuto il figlio Tiago (affetto da autismo), nato il 5 settembre 2008 a Vienna e cittadino austriaco. Le nozze però non furono celebrate e, nel novembre 2013, la coppia ha annunciato la separazione amichevole. Il figlio Tiago vive esclusivamente con lei.
Nel mese di febbraio 2014 durante le prove per una messa in scena di Manon Lescaut a Roma, la Netrebko ha iniziato una relazione con il tenore azero Yusif Eyvazov. I due si sono sposati il 29 dicembre 2015 al Palais Coburg di Vienna.  Il 26 giugno 2024 entrambi hanno rilasciato un comunicato sulla loro separazione in maniera consensuale e in via amicale. 
La Netrebko ha un appartamento in Upper West Side di Manhattan.

## Riconoscimenti e premi
Nel 2004, ha ricevuto il Premio di Stato della Federazione Russa. La rivista Time l'ha inserita nel suo elenco Time 100 nel 2007. È stata definita dalla rivista Musical America come "una vera e propria superstar del XXI secolo" ed è stata nominata Musicista dell'anno per il 2008. È stata descritta anche dalla Associated Press come "la nuova diva in carica del XXI secolo", e la rivista Playboy l'ha inserita nella lista delle "donne più sexy della musica classica".

## Repertorio
| Ruolo                   | Titolo                      | Autore           |
| ----------------------- | --------------------------- | ---------------- |
| Giulietta Capuleti      | I Capuleti e i Montecchi    | Bellini          |
| Amina                   | La sonnambula               | Bellini          |
| Elvira                  | I puritani                  | Bellini          |
| Teresa                  | Benvenuto Cellini           | Berlioz          |
| Micaela                 | Carmen                      | Bizet            |
| Tatiana                 | Evgenij Onegin              | Čajkovskij       |
| Iolanta                 | Iolanta                     | Čajkovskij       |
| Adriana Lecouvreur      | Adriana Lecouvreur          | Cilea            |
| Anna Bolena             | Anna Bolena                 | Donizetti        |
| Adina                   | L'elisir d'amore            | Donizetti        |
| Lucia Ashton            | Lucia di Lammermoor         | Donizetti        |
| Norina                  | Don Pasquale                | Donizetti        |
| Maddalena di Coigny     | Andrea Chénier              | Giordano         |
| Ljudmila                | Ruslan e Ljudmila           | Glinka           |
| Juliette                | Roméo et Juliette           | Gounod           |
| Sylva Varescu           | Die Csárdásfürstin          | Kálmán           |
| Manon                   | Manon                       | Massenet         |
| Ilia                    | Idomeneo Re di Creta        | Mozart           |
| Susanna                 | Le nozze di Figaro          | Mozart           |
| Donna Anna Zerlina      | Don Giovanni                | Mozart           |
| Pamina                  | Die Zauberflöte             | Mozart           |
| Servilia                | La clemenza di Tito         | Mozart           |
| Ksenja                  | Boris Godunov               | Musorgskij       |
| Antonia Stella          | Les contes d'Hoffmann       | Offenbach        |
| Gioconda                | La Gioconda                 | Ponchielli       |
| Ninetta                 | L'amore delle tre melarance | Prokof'ev        |
| Louisa                  | Matrimonio al convento      | Prokof'ev        |
| Natasha                 | Guerra e pace               | Prokof'ev        |
| Manon Lescaut           | Manon Lescaut               | Puccini          |
| Mimì Musetta            | La bohème                   | Puccini          |
| Floria Tosca            | Tosca                       | Puccini          |
| Turandot                | Turandot                    | Puccini          |
| Marfa                   | La fidanzata dello zar      | Rimskij-Korsakov |
| Rosina                  | Il barbiere di Siviglia     | Rossini          |
| Abigaille               | Nabucco                     | Verdi            |
| Giovanna d'Arco         | Giovanna d'Arco             | Verdi            |
| Lady Macbeth            | Macbeth                     | Verdi            |
| Gilda                   | Rigoletto                   | Verdi            |
| Leonora                 | Il trovatore                | Verdi            |
| Violetta Valery         | La traviata                 | Verdi            |
| Donna Leonora di Vargas | La forza del destino        | Verdi            |
| Elisabetta di Valois    | Don Carlo                   | Verdi            |
| Aida                    | Aida                        | Verdi            |
| Nannetta                | Falstaff                    | Verdi            |
| Elsa von Brabant        | Lohengrin                   | Wagner           |
| Fanciulla fiore         | Parsifal                    | Wagner           |

Inaugurazioni di Stagione al Teatro alla Scala di Milano:
7 dicembre 2011 • Don Giovanni di Mozart (Donna Anna)
7 dicembre 2015 • Giovanna d'Arco di Verdi (Giovanna d’Arco)
7 dicembre 2017 • Andrea Chénier di Giordano (Maddalena di Coigny)
7 dicembre 2019 • Tosca di Puccini (Floria Tosca)
7 dicembre 2021 • Macbeth di Verdi (Lady Macbeth)
7 dicembre 2023 • Don Carlo di Verdi (Elisabetta di Valois)
7 dicembre 2024 • La forza del destino di Verdi (Donna Leonora)

## Discografia

### Album studio
- 2003 - Opera Arias, Noseda/Wiener Philharmoniker 2003 (Deutsche Grammophon)
- 2004 - Sempre libera, Abbado/Mahler Chamber Orchestra, 2004 (Deutsche Grammophon)
- 2006 - Russian Album, (Deutsche Grammophon) - Sesta posizione in classifica in Austria ed ottava in Germania e disco d'oro in Austria e Germania
- 2007 - Opera le arie più significative della sua carriera, Villazón/Abbado/Noseda/Rizzi 2003/2006 (Deutsche Grammophon)
- 2007 - Netrebko & Villazón, Duetti - Luisotti/Staatskapelle Dresden, 2006 (Deutsche Grammophon) - terza posizione in Germania rimanendo in classifica 35 settimane, quarta in Austria ed ottava nella Classical Albums statunitense
- 2008 - Souvenirs (Deutsche Grammophon)
- 2009 - Anna - The best of Anna Netrebko (Deutsche Grammophon) - Quinta posizione in classifica in Austria
- 2011 - Die Superstars der Klassik, Anna Netrebko/Jonas Kaufmann/Erwin Schrott (Deutsche Grammophon) - prima posizione in classifica in Austria
- 2013 - Verdi - Anna Netrebko/Orchestra del Teatro Regio di Torino/Gianandrea Noseda, Deutsche Grammophon - prima posizione per due settimane in Austria, sesta in Germania ed ottava nella Classical Albums
- 2013 - Britten, War Requiem - Anna Netrebko/Antonio Pappano/Coro e Orchestra dell'Accademia Nazionale di Santa Cecilia, Warner
- 2016 - Netrebko, Verismo - Pappano/Accademia di S. Cecilia, 2016 Deutsche Grammophon
- 2021 - Amata dalle Tenebre - Anna Netrebko/Orchestra del Teatro alla Scala/Riccardo Chailly, Deutsche Grammophon

### Opere e concerti
- 1997 - Glinka, Ruslan e Ludmilla Gergiev/Ognovenko/Netrebko/Kirov Orch. 1995 (Decca)
- 2004 - SACD, The Ultimate Audio Experience (Deutsche Grammophon, Decca, Philips)
- 2005 - Betrothal in a Monastery (Philips)
- 2005 - Mozart, Great Opera Moments II (Deutsche Grammophon)
- 2005 - Violetta (Deutsche Grammophon) - quattordicesima posizione in Germania rimanendo in classifica 35 settimane
- 2005 - Verdi, La Traviata (Salisburgo 2005) Rizzi/Netrebko/Villazón/Wiener Philharmoniker (Deutsche Grammophon) - ottava posizione in Austria e due dischi di platino
- 2006 - The Mozart Album (Deutsche Grammophon)
- 2007 - Mozart, Le nozze di Figaro - Wiener Philharmoniker/Nikolaus Harnoncourt (Deutsche Grammophon)
- 2007 - The Opera Gala, Live from Baden-Baden (Deutsche Grammophon)
- 2008 - Puccini, La bohème De Billy/Netrebko/Villazón 2007 (Deutsche Grammophon)
- 2009 - Bellini, I Capuleti e i Montecchi (Live, Vienna 2008) Luisi/Netrebko/Garanca/Calleja (Deutsche Grammophon)
- 2010 - Netrebko, In the still of the night (Live, Salisburgo, agosto 2009) Netrebko/Barenboim Deutsche Grammophon
- 2011 - Pergolesi, Stabat Mater/Nel chiuso centro Netrebko/Pizzolato/Pappano, Deutsche Grammophon
- 2011 - Netrebko, Anna Netrebko Live al Metropolitan - Summers/Gergiev/Cambreling, Deutsche Grammophon (nona posizione nella classifica Classical Albums)
- 2011 - Netrebko, Opera: le arie più significative della sua carriera - Villazón/Abbado/Noseda/Rizzi, 2003/2006 Deutsche Grammophon
- 2014 - Verdi, Giovanna d'Arco (Live, Salisburgo 2013) - Carignani/Netrebko/Domingo/ Meli/Münchener RSO, Deutsche Grammophon
- 2014 - Strauss, R. - Vier letzte Lieder/Vita d'eroe (Live, 31/08/2014, Berlino, Philharmonie) - Netrebko/Barenboim/Staatskapelle Berlin, Deutsche Grammophon
- 2014 - Ciaikovsky, Iolanta (Live, Essen, novembre 2012) - Villaume/Netrebko/Skorokhodov, Deutsche Grammophon
- 2016 - Puccini, Manon Lescaut (Live, Salisburgo 2016) - Armiliato/Netrebko/Eyvazov/Piña/Münchener RSO, Deutsche Grammophon
- 2021 - Puccini, Tosca (Live, Teatro alla Scala 2019) - Chailly, Netrebko, Meli, Salsi, Rai.com

## Videografia

### Film
- 2004 - ANNA NETREBKO, The Woman - The Voice (film documentario diretto da Vincent Paterson) Netrebko/Noseda/Wiener Philharmoniker, Deutsche Grammophon
- 2009 - La Bohème con Rolando Villazón (diretto da Robert Dornhelm), Axiom/Warner

### Opere
| Anno | Titolo Ruolo                          | Cast                                                  | Direttore            | Casa editrice       |
| ---- | ------------------------------------- | ----------------------------------------------------- | -------------------- | ------------------- |
| 1995 | Ruslan e Ljudmila Ljudmila            | Vladimir Ognovenko, Mikhail Kit, Larisa Diadkova      | Valery Gergiev       | Philips             |
| 1997 | Matrimonio al convento Louisa         | Nikolai Gassiev, Alexander Gergalov, Larisa Diadkova  | Valery Gergiev       | Philips             |
| 2005 | L'elisir d'amore Adina                | Rolando Villazón, Leo Nucci, Ildebrando D'Arcangelo   | Alfred Eschwé        | Virgin Classics     |
|      | La traviata Violetta Valery           | Rolando Villazón, Thomas Hampson                      | Carlo Rizzi          | Deutsche Grammophon |
| 2006 | Le nozze di Figaro Susanna            | Ildebrando D'Arcangelo, Bo Skovhus, Dorotea Röschmann | Nikolaus Harnoncourt | Deutsche Grammophon |
| 2007 | I puritani Elvira                     | Eric Cutler, Franco Vassallo, John Relyea             | Patrick Summers      | Deutsche Grammophon |
| 2009 | Lucia di Lammermoor Miss Lucia Ashton | Piotr Beczała, Mariusz Kwiecień, Ildar Abdrazakov     | Marco Armiliato      | Deutsche Grammophon |
|      | La bohème Mimì                        | Rolando Villazón, Boaz Daniel, Nicola Cabell          | Bertrand de Billy    | Kultur              |
| 2011 | Don Pasquale Norina                   | Matthew Polenzani, John Del Carlo, Mariusz Kwiecień   | James Levine         | Deutsche Grammophon |
|      | Anna Bolena Anna                      | Ildebrando D'Arcangelo, Elīna Garanča, Francesco Meli | Evelino Pidò         | Deutsche Grammophon |
| 2012 | La bohème Mimì                        | Piotr Beczała, Nino Machaidze, Carlo Colombara        | Daniele Gatti        | Deutsche Grammophon |
| 2014 | Evgenij Onegin Tatiana                | Mariusz Kwiecień, Piotr Beczała                       | Valery Gergiev       | Deutsche Grammophon |
|      | Il trovatore Leonora                  | Gaston Rivero, Plácido Domingo, Marina Prudenskaya    | Daniel Barenboim     | Deutsche Grammophon |
|      | Don Giovanni Donna Anna               | Erwin Schrott, Luca Pisaroni, Malena Ernman           | Thomas Hengelbrock   | Sony                |
| 2015 | Don Giovanni Donna Anna               | Peter Mattei, Bryn Terfel, Barbara Frittoli           | Daniel Barenboim     | Deutsche Grammophon |
|      | Macbeth Lady Macbeth                  | Zejiko Lucic, Joseph Calleja, René Pape               | Fabio Luisi          | Deutsche Grammophon |
| 2017 | Lohengrin Elsa                        | Piotr Beczała, Evelyn Herlitzius, Georg Zeppenfeld    | Christian Thielemann | Deutsche Grammophon |
| 2018 | Giovanna d'Arco Giovanna              | Francesco Meli, Carlos Álvarez                        | Riccardo Chailly     | Decca               |
| 2020 | Il trovatore Leonora                  | Yusif Eyvazov, Luca Salsi, Dolora Zajick              | Pier Giorgio Morandi | C Major             |

### Concerti
- 2005 - Gala Concert from St. Petersburg
- 2006 - The Berlin Concert, Live from the Waldbühne (con Rolando Villazón e Plácido Domingo) Finale Coppa del Mondo live da Berlino 2006 Deutsche Grammophon
- 2007 - The Opera Gala, Live from Baden-Baden (luglio-agosto 2007) (con Elīna Garanča, Ramón Vargas e Ludovic Tézier) Deutsche Grammophon
- 2008 - A Mozart Gala From Salzburg